# Candide-Preis
Der Candide-Preis ist ein deutscher Literaturpreis, der im Jahr 2004 vom Literarischen Verein Minden e. V. begründet und in der ostwestfälischen Stadt Minden verliehen wurde. Die letzte Preisverleihung fand 2011 statt.

## Name
Die Auszeichnung ist benannt nach Voltaires Roman Candide, der drastisch die abgesunkene französische Kultur schildert. Im Vorspruch zur zweiten Auflage dieses Romans erwähnt Voltaire, dass der fiktive Verfasser 1759 in der Schlacht bei Minden – der ersten entscheidenden Niederlage des französischen Königreichs gegen Großbritannien –  ebendort starb. In dieser Auseinandersetzung verlor Frankreich seine Vormachtstellung in der Welt an England. Voltaire führte den schmachvollen Ausgang in der Schlacht auf die verkommene Moral der Franzosen zurück. Ihr entsprach die realistische Gefahr des Bankrotts des ehedem so glanzvollen Königreichs. Offenbar hat Voltaire schon zwei Jahre nach der Schlacht deren weltpolitische Bedeutung erkannt.
Dieser „Abenteuerroman voller Witz vor dem Hintergrund einer Welt voller Ungerechtigkeit und Schrecken (ist) gleichzeitig eine philosophische Auseinandersetzung“, erläutert der Literarische Verein Minden den Zusammenhang mit dem Namen der Auszeichnung. Gilles Deleuze habe in diesem Werk, das 1762 auf den Index gesetzt wurde, die Ablösung des theologischen durch das humane Weltverständnis gesehen.

## Geschichte des Preises

### Das Stadtschreiber-Stipendium von Minden
Vorläufer des Candide-Preises war das Stadtschreiber-Stipendium, das der Literarische Verein Minden e. V. und die Stadt Minden im Jahr 1995 ins Leben gerufen hatten.
Mindener Stadtschreiber-Stipendiaten waren:
- 1995 Franz Hodjak
- 1996 Gert Loschütz
- 1997 Katja Lange-Müller
- 1998 Hansjörg Schertenleib
- 1999 Christine Scherrmann
- 2000 Andreas Mand
- 2001 Harald Gröhler
- 2002 Burkhard Spinnen
- 2003 Roland Koch

### Der Candide-Preis
Die Stadt Minden zog sich 2004 aus der Finanzierung der Stadtschreiberwohnung und der jährlich stattfindenden Stadtschreibertage zurück. Daraufhin wurde der Candide-Preis 2004 vom Literarischen Verein e. V. Minden als alleinigem Träger gestiftet. Die Preissumme in Höhe von 7.500 Euro wurde bis 2006 von Mäzenen bereitgestellt. Seit der Verleihung 2007 wurde das Preisgeld auf 15.000 Euro verdoppelt. Ermöglicht wurde dies durch die Förderung aus Mitteln des Beauftragten der Bundesregierung für Kultur und Medien.
2007 beschlossen Kulturstaatsminister Bernd Neumann und die französische Kulturministerin Christine Albanel, den Candide-Preis ab 2008 als einen gemeinsamen deutsch-französischen Literaturpreis zu vergeben. Die deutschen Partner waren der Literarische Verein Minden und die Stiftung Genshagen, unterstützt vom Beauftragten der Bundesregierung für Kultur und Medien. Der französische Partner war die Villa Gillet in Lyon; der Preis wurde außerdem vom französischen Kulturministerium (Ministère de la culture et de la communication) finanziert. Es wurden jeweils ein deutscher und ein französischer Autor oder eine Autorin ausgezeichnet. Die Dotierung wurde unter den Preisträgern aufgeteilt. 2008 wurden Martin Kluger und Mathias Énard ausgezeichnet. Im Jahr 2009 waren Volker Braun und Olivia Rosenthal die Preisträger.
Ab 2010 wurde der Candide-Preis wieder als rein deutscher Literaturpreis – als Auszeichnung für einen deutschsprachigen Autor oder eine deutschsprachige Autorin – und nur vom Literarischen Verein Minden vergeben. Im Jahr 2010 wurde Jan Faktor für sein Gesamtwerk ausgezeichnet.
Als neuer deutsch-französischer Literaturpreis wurde im selben Jahr der Franz-Hessel-Preis eingerichtet.

### Letzte Preisvergabe 2011
Im Jahr 2011 sollte das Preisgeld von dem Buchbindemaschinenhersteller Kolbus aus Rahden gestiftet werden. Nachdem Peter Handke als Preisträger ausgewählt worden war, zog die Firma Kolbus aufgrund Handkes Haltung zu Serbien das Preisgeld zurück, da sie eine Auswirkung auf interne Geschäftsbeziehungen befürchtete. Kritiker werfen Handke eine Verharmlosung der serbischen Kriegsverbrechen vor. Der Preis wurde Handke daher als ideelle Auszeichnung zuerkannt. Die feierliche Übergabe des Preises fand nicht statt, da sich Handke weigerte, unter diesen Umständen nach Minden zu kommen.
Der Jury des Literarischen Vereins Minden gehörten im Jahr 2011 an:
- Gerd Voswinkel (Vorsitzender)
- Michael Scholz, der Vorsitzende des Literarischen Vereins Minden
- die Schriftstellerin Katja Lange-Müller
- der Literaturkritiker Richard Kämmerlings
- Franziska Augstein, die Tochter des ehemaligen Spiegel-Herausgebers Rudolf Augstein, Feuilletonistin der Süddeutschen Zeitung

Der Jury-Vorsitzende Gerd Voswinkel trat nach dem Rückzug des Preisgeld-Sponsors Kolbus aus dem Literarischen Verein Minden aus.

## Preisträger
- 2004 Andreas Maier
- 2005 Daniel Kehlmann
- 2006 Karl-Heinz Ott
- 2007 André Kubiczek
- 2008 Martin Kluger und Mathias Énard
- 2009 Volker Braun und Olivia Rosenthal
- 2010 Jan Faktor
- 2011 Peter Handke